# گلاوکن
گلاوکن (به انگلیسی: Glaucon) یکی از فلاسفه یونانی و برادر بزرگ‌تر فیلسوف مشهور افلاطون بود. به احتمال زیاد در سال ۴۴۵ پیش از میلاد در مکانی بیرون از شهر آتن به دنیا آمد. او بیشتر به خاطر گفتگوهایش با سقراط در رساله جمهور شهرت یافته. او جزء جوانانی بود که در حلقه درس سقراط شرکت می‌کرد.